# Gerard de Grenier
Gerard de Grenier (francès: Geraud / Gérard Grenier, mort entre 1165 i 1171) va ser el fill major d'Eustaquí de Grenier i Emelota de Chocques. Va succeir el seu pare com a senyor de Sidó, mentre que el seu germà Gautier va heretar la senyoria de Cesarea. Després de la mort del seu pare, la seva mare Emelota va contreure matrimoni ambHug II de Jaffa, cosí de la reina Melisenda de Jerusalem, la relació del qual amb la reina va ser sempre "sospitosament familiar".
Per raons desconegudes, Guillem de Tir es refereix a ell com Eustaqui II de Grenier. L'esmenta el 1124, 1126 i 1154. No obstant això apareix com Gerard en diverses actes del regne datades entre 1147 i 1165. Alguns historiadors han arribat a suggerir que Eustaqui podria haver tingut més de dos fills. La darrera menció és en una carta del 15 de març de 1165, però el seu fill no és nomenat com a nou senyor de Sidó fins al 4 de febrer de 1171. No hi ha registres sobre qui governava a Sidón durant aquests anys, durant els quals Gerard deuria morir. Sembla impossible que Eustaqui II i Gerard fossin dos senyors de Sidó consecutius.
Gerard va tenir una disputa amb un dels seus vassalls sobre un feu i quan va tractar de recuperar-ho, Amalric I de Jerusalem va intervenir en favor del vassall.
El 1153, durant el setge de Ascalón, va liderar una flota de vint galeres cristianes encarregada de bloquejar la ciutat per mar. El bloqueig va ser trencat per la flota egípcia gràcies a la seva superioritat numèrica.
Gerard sovint va realitzar campanyes de pirateria en el mar, encapçalant diverses expedicions tant en contra dels musulmans com en contra dels cristians.
Es va casar amb Inés de Bures, germana de Guillem II de Bures Príncep de Galilea. Van tenir dos fills:
- Reinald (1133-1202), que el va succeir com a Senyor de Sidó, i de qui es va escriure, en els Lignages d'Outremer, que era "extremadament lleig però molt intel·ligent". Es va casar primer amb Inés de Courtenay, i després amb Helvis d'Ibelin, filla de Balian de Ibelín.
- Gautier (anomenat Eustaqui en els Lignages d'Outremer), nascut en 1137, descrit com "no per a tots intel·ligent, i ben semblant".